# Jaume Crespiera i Solegibert
Jaume Crespiera i Solegibert (l'Estany, 10 d'agost de 1954) és un pintor i artista plàstic català, arrelat a Sant Fruitós de Bages.